# Feijão-oró
O feijão-oró (Macroptilium gibbosifolium) é uma planta da família das leguminosas, subfamília papilionoídea. Tal espécie possui flores lilacíneas e vagens lineares, nativa do Brasil, do Piauí à Bahia, e é utilizada como excelente forragem e como fixadora de dunas. Também é conhecida pelo nome de fava-oró.
Um sinônimo desta espécie é Macroptilium heterophyllum.